# HD 108114
HD 108114 ( eller HR 4724) är en ensam stjärna i den norra delen av stjärnbilden Kentauren som också har Bayer-beteckningen x2 Centauri. Den har en skenbar magnitud av ca 5,71 och är svagt synlig för blotta ögat där ljusföroreningar ej förekommer. Baserat på parallaxmätning inom Hipparcosuppdraget på ca 7,4 mas, beräknas den befinna sig på ett avstånd på ca 440 ljusår (ca 135 parsek) från solen. Den rör sig närmare solen med en heliocentrisk radialhastighet på ca -11 km/s

## Egenskaper
HD 108114 är en blå till vit underjättestjärna  av spektralklass B9 IV/V Den har en radie som är ca 2,7 solradier och har ca 119 gånger solens utstrålning av energi från dess fotosfär vid en effektiv temperatur av ca 11 500 K.
Stjärnan HD 107832, som  ligger med en vinkelseparation av 0,4 bågminuter, kan eller kan inte utgöra en fysiskt förbunden dubbelstjärna med HD 108114, eftersom de har gemensam egenrörelse och distans.